# Yamaha V Star 250
La XV 250, in seguito V Star 250, è una motocicletta tipo custom facente parte della serie XV,  prodotta dalla Yamaha e caratterizzata dalla presenza di un motore bicilindrico a V. Della stessa serie fanno parte svariati modelli di varie cilindrate come le Dragstar; soprannome della serie è quella di Virago,.

## Il contesto
La prima presentazione del modello da 250 cm³ di cilindrata risale al 1989 ed è rimasta in catalogo fino al 2007 con la sigla XV e con la nuova denominazione di V Star da quel momento.
Il motore a quattro tempi è alimentato attraverso un unico carburatore, il cambio è a 5 marce e la trasmissione finale è a catena.
Vista la sua destinazione d'uso le prestazioni migliori offerte sono un basso consumo di carburante mentre non sono particolarmente rimarchevoli quelle di velocità. Anche l'impianto frenante è in linea con le prestazioni ed è composto da un freno a disco singolo all'anteriore e da un freno a tamburo sulla ruota posteriore.
L'impianto delle sospensioni è con una classica forcella all'anteriore ed una coppia di ammortizzatori al retrotreno.
Durante tutti gli anni di produzione queste caratteristiche tecniche, nonché i principali tratti estetici, sono rimaste pressoché invariate.